# Радужная теория гравитации
Радужная гравитация (или «гравитационная радуга») — это теория, в которой разные длины волн света испытывают разные гравитационные уровни и разделяются так же, как и призма расщепляет белый свет на радугу. Это явление будет незаметным для областей относительно низкой гравитации, таких как планета Земля, но будет играть большую роль для областей весьма большой гравитации, например черная дыра. Таким образом, это утверждение опровергает, что у Вселенной есть начало или что был Большой взрыв, поскольку теория Большого взрыва требует, чтобы все длины волн света были подвержены гравитации в одинаковой степени. Эта теория была впервые предложена в 2003 году физиками Ли Смолином и Жуаном Магейжу, и утверждала, что она устраняет разрыв между общей теорией относительности и квантовой механикой. Ученые в настоящее время пытаются обнаружить радужную гравитацию с помощью Большого адронного коллайдера.

## Исторический фон
Происхождение радужной теории гравитации в значительной степени является продуктом несоответствия между общей теорией относительности и квантовой механикой. В частности, «локальность» или концепция причины и следствия, которая определяет принципы общей теории относительности, математически несовместима с квантовой механикой. Эта проблема связана с несовместимыми функциями между двумя полями; в частности, в областях применяются принципиально разные математические подходы при описании концепции кривизны в четырехмерном псевдоевклидовом пространстве-времени. Исторически этот математический раскол начинается с несоответствия между теориями относительности Эйнштейна, которые видели физику сквозь призму причинности, и классической физикой, которая интерпретировала структуру пространства-времени как случайную и неотъемлемую.
Преобладающее представление о космических изменениях состоит в том, что Вселенная расширяется с постоянно ускоряющейся скоростью; более того, понятно, что, прослеживая историю Вселенной в обратном направлении, можно обнаружить, что в какой-то момент она была намного плотнее. Если это правда, радужная теория гравитации запрещает особенность, такую как та, которая постулируется в теории Большого Взрыва. Это указывает на то, что, смотря в обратном направлении, Вселенная медленно приближается к точке предельной плотности, даже не достигая ее, подразумевая, что Вселенная не обладает точкой происхождения[3].

## Критика
Существуют строгие ограничения на зависящие от энергии сценарии скорости света. Основываясь на этом, Сабина Хоссенфельдер подвергла резкой критике концепцию радужной гравитации, заявив, что «Это не теория и не модель, а просто идея, которая, несмотря на более чем десятилетнюю работу, никогда не превращалась в правильную модель. Не представляется возможным совместить радужную гравитацию со стандартной моделью. Нет известного квантования этого подхода, и его вообще нельзя описать взаимодействиями в этой структуре. Более того, известно, что это приводит к нелокальности, которые уже исключены. Что касается меня, то ни одна статья не должна публиковаться по этой теме, пока эти проблемы не будут решены ".